# Canton de Lyon-VIII
Le canton de Lyon-VIII est une ancienne division administrative française, située dans le département du Rhône en région Rhône-Alpes.

## Composition
Le canton de Lyon-VIII correspondait à la partie occidentale du 3e arrondissement de Lyon, à l'ouest du chemin de fer. Il comprenait les quartiers de la Part-Dieu et de la Préfecture, la partie nord de la Guillotière (Moncey, Voltaire, Mutualité), ainsi que les secteurs Danton, Bir-Hakeim et La Buire.

## Histoire
Créé par une loi du 10 avril 1914, le canton de Lyon 9 est renommé canton de Lyon-VIII par le décret du 28 février 2000.
Il disparaît le 1er janvier 2015 avec la création de la métropole de Lyon.

## Représentation

### Conseillers généraux de 1914 à  2015
| Période                                  | Période          | Identité                           | Étiquette                                    | Qualité |
| ---------------------------------------- | ---------------- | ---------------------------------- | -------------------------------------------- | --- |
| Les données manquantes sont à compléter. |                  |                                    |                                              | |
| 1914                                     | 1919             | Paul Cazeneuve                     | Rad.                                         | Pharmacien Sénateur (1909-1920) Propriétaire à Saint-Georges-de-Reneins Président du Conseil Général (1901-1919)           |
| 1919                                     | 1922             | M. Chatron                         | SFIO puis PC-SFIC (exclu en 1921), puis SFIO | Propriétaire rue Boileau à Lyon                                                                                            |
| 1922                                     | 1928             | Henri Franck                       | Rad.                                         | Expert-comptable Adjoint au maire de Lyon, propriétaire rue Chaponnay                                                      |
| 1928                                     | 1934             | Pierre Odoux                       | SFIO                                         | Ouvrier typographe Conseiller municipal de Lyon (1919-1935) - Député (1931-1932)                                           |
| 1934                                     | 1940             | Aimé Collomb                       | Rad.                                         | Commerçant Adjoint au maire de Lyon, conseiller d'arrondissement                                                           |
|                                          |                  |                                    |                                              | |
| 1945                                     | 1953 (décès)     | Eugène Sylvestre                   | Rad.                                         | Commerçant à Lyon |
| 1954                                     | 1967             | Jean Sanoner (1900-1989)           | CNI puis Extrême-droite                      | Représentant de commerce à Lyon Suppléant du député Roger Fulchiron                                                        |
| 1967                                     | 1979 (décès)     | Florimond Gisclon (1901-1979)      | FGDS (ex-SFIO) puis SE                       | Instituteur Adjoint au maire de Lyon                                                                                       |
| 1979                                     | 1998             | Simone André                       | UDF-PR                                       | Commerçante Adjointe au maire de Lyon Député-suppléant                                                                     |
| 1998                                     | 2002 (démission) | Christian Philip                   | UDF-CDS                                      | Professeur de droit Premier adjoint au maire de Lyon (1995-2001) Maire du 3e arrondissement (2001-2002)                    |
| 20 octobre 2002                          | 2011             | Lionel Lassagne                    | UMP                                          | Directeur du développement durable aux Aéroports de Lyon Conseiller du 3e arrondissement Vice-président du conseil général |
| 2011                                     | 2014             | Thierry Philip (frère de C.Philip) | PS                                           | Cancérologue Maire du 3e arrondissement (2008-2018)                                                                        |

### Conseillers d'arrondissement de 1914 à 1940
| Période                                  | Période | Identité                 | Étiquette         | Qualité |
| ---------------------------------------- | ------- | ------------------------ | ----------------- | --- |
| 1914                                     | 1919    |                          |                   | |
| 1919                                     | 1925    | Louis Sellier            | SFIO puis PC-SFIC | Conducteur de train au PLM (révoqué) puis employé de coopérative à Lyon                                     |
| 1925                                     | 1931    | Eugène Aimot (1881-1956) | Radical           | Vice-Président de la fédération des œuvres laïques du Rhône                                                 |
| 1931                                     | 1934    | Aimé Collomb             | Radical           | Commerçant, adjoint au maire de Lyon                                                                        |
| 1934                                     | 1940    | Henri Martin             | Radical           | Propriétaire rue Saint-Gervais à Lyon                                                                       |
| 1940                                     |         |                          |                   | Les conseils d'arrondissement ont été suspendus par la loi du 12 octobre 1940 et n'ont jamais été réactivés |
| Les données manquantes sont à compléter. |         |                          |                   | |

## Évolution démographique
| 2006   | 2011   | 2012   |
| ------ | ------ | ------ |
| 32 531 | 35 745 | 35 414 |